# Żelazko

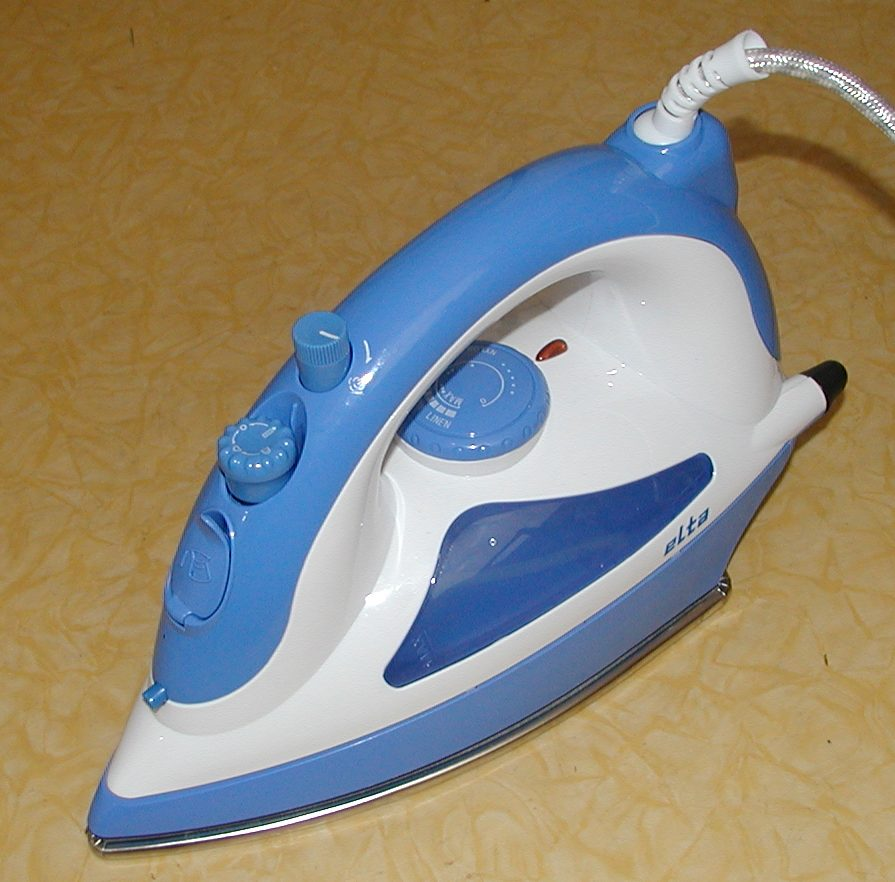
Współczesne żelazko elektryczne

Żelazko – urządzenie służące do prasowania, czyli wygładzania tkaniny za pomocą wysokiej temperatury i nacisku. Prasowanie działa, gdyż pod wpływem temperatury rozluźniają się więzy w cząsteczkach polimerów tworzących włókna tkaniny. Kiedy włókna są gorące, rozprostowują się pod naciskiem żelazka i zachowują kształt po ochłodzeniu. Niektóre tkaniny, jak np. bawełna, wymagają też zastosowania wody.

## Historia

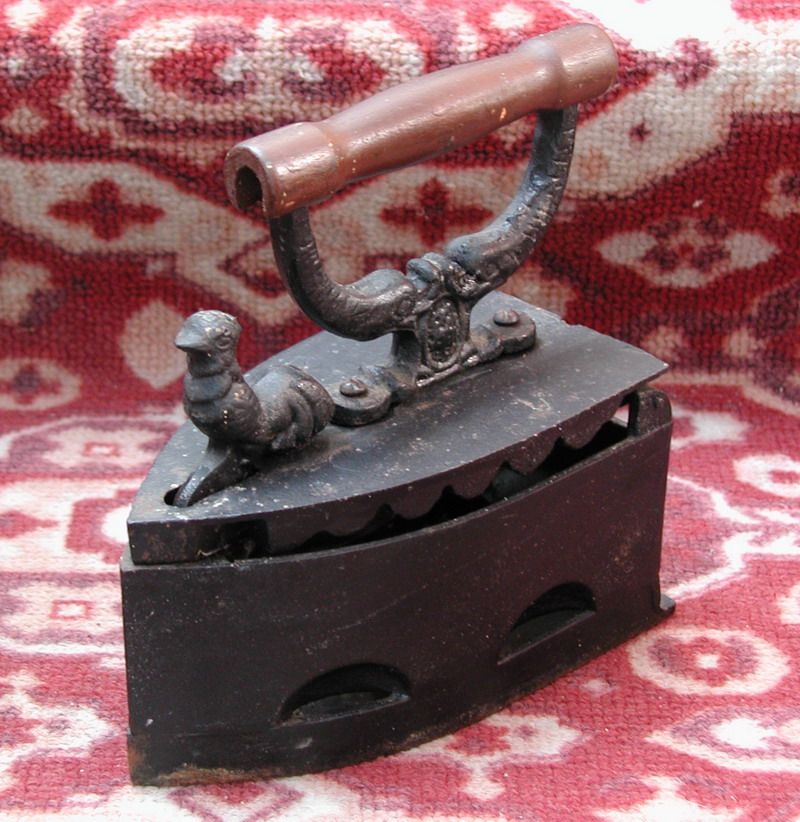
Żelazko na węgiel drzewny

W przeszłości już w VIII w. Chińczycy stosowali rondle z rozpalonymi węglami w środku do prasowania jedwabiu. W XVIII w.  żelazko stanowił jednostronnie wygładzony blok metalu (żelaza – stąd nazwa) z uchwytem. Po nagrzaniu, np. na płycie pieca kuchennego, bezwładność cieplna tego bloku pozwalała na utrzymanie przez kilka minut temperatury dostatecznie wysokiej, aby prasowanie było skuteczne. Po ostygnięciu żelazko trzeba było ponownie podgrzać przez postawienie na piecu. Kształt żelazka przypomina stopę, z trójkątnie zakończonym czubem z jednej strony i z płaską krawędzią od strony „pięty”; kształt ten upowszechnił się także w następnych, nowocześniejszych konstrukcjach ze względu na wygodę prasowania.
Udoskonaleniem żelazka była konstrukcja, w której nad „stopą” umieszczano małe palenisko na węgiel drzewny, co umożliwiało umieszczenie w nim kawałków żaru, podtrzymujących wysoką temperaturę żelazka, bez konieczności odstawiania go co chwilę na płytę kuchenną. Później węgiel drzewny zastąpiono żelazną sztabką (tzw. duszą) rozgrzewaną w palenisku.
Żelazko elektryczne wynalazł w 1882 roku Henry W. Seeley, który umieścił wewnątrz elektrycznie podgrzewaną spiralę grzejną o mocy kilkuset watów, zasilaną z domowej sieci elektrycznej. Później dodano do żelazka termoregulator, pozwalający na utrzymanie żądanej temperatury z dokładnością do kilku stopni Celsjusza, a także urządzenia nawilżające, co pozwala łatwo prasować różne rodzaje tkanin.
Formą dużego przemysłowego żelazka jest magiel.

## Rodzaje
Na rynku możemy spotkać wiele rodzajów żelazek, różnią się one typami. Do najpopularniejszych możemy zaliczyć żelazka: tradycyjne, parowe, turystyczne i systemowe. Różnice, które możemy zauważyć to rodzaj ich funkcjonalności, decydują o zakupie odpowiedniego rodzaju żelazka.

## Funkcje współczesnych żelazek
Modele współcześnie występujące na rynku mają wiele udogodnień, w tym:
- funkcja „strażak” – odcina dostęp prądu do odłożonego urządzenia zapobiegając pożarowi
- automatyczny dobór temperatury w zależności od rodzaju tkaniny
- system antywapienny
- funkcja samoczyszczenia
- pionowy wyrzut pary[2]

## Zbiory muzealne
W Niemczech, w Zamku Gochsheim znajduje się prawdopodobnie największa w całej Europie kolekcja żelazek (do 1300) z całego świata. W Rosji znane jest Muzeum Żelazka w Perejasławiu Zaleskim. Na Ukrainie wielka kolekcja żelazek znajduje się na wystawie i w zbiorach kompleksu historyczno-kulturalnego Zamek Radomyśl.